# Italia Almirante Manzini

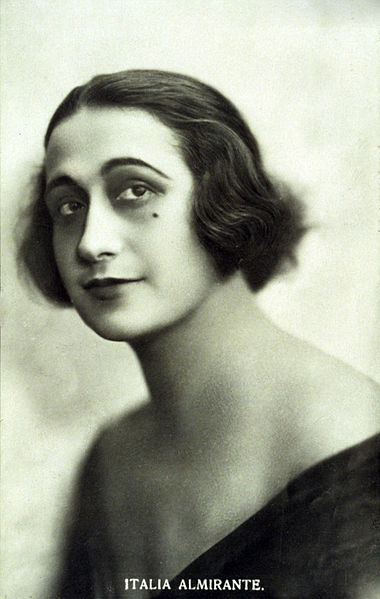
Italia Almirante Manzini

Italia Almirante Manzini (* 3. Juni 1890 in Tarent, Italien; † 15. September 1941 in São Paulo, Brasilien) war eine italienische Stummfilmdiva.

## Leben
Almirante Manzini stammt aus einer süditalienischen Familie von Wanderschauspielern. Ihre Cousins waren Giacomo, Ernesto, Luigi und Mario Almirante. Sie war zudem mit Giorgio Almirante verwandt, der ein Neffe 2. Grades war. Verheiratet war sie mit dem Journalisten und Dramatiker Amerigo Manzini.
Sie begann bereits mit 15 Jahren ihre Karriere bei der familiären Schauspieltruppe. Ihre Tourneen führten sie bis nach Brasilien. Ihr Filmdebüt hatte sie 1911 bei Cines, spielte daneben aber weiterhin auf Bühnen. Auch bei der Filmgesellschaft Itala verkörperte sie in der ersten Hälfte der 1910er Jahre leidenschaftliche, aber auch feierliche Frauen. Neben den Filmen Sul Sentiero della Vipera (1912) und Bacio della Zingara (1913) gilt ihre Verkörperung der auf einem Leopardenfell liegenden, nordafrikanischen Prinzessin Sophonisba in Giovanni Pastrones Cabiria (1914) zu den Höhepunkten ihrer Filmkarriere. Etwa nach Patria! (1915) lief ihr Pina Menichelli als neue Diva des Studios den Rang ab. Almirante Manzini trat weiterhin in Filmen in Turin und Rom auf, doch nach 1924 war ihre Karriere beim Film weitgehend beendet. Nach ihrem einzigen Tonfilm L'ultimo dei Bergerac von Gennaro Righelli wanderte sie 1935 nach Brasilien aus, aber spielte dort weiterhin an Theatern.

## Filmografie
- 1911: Franz von Assisi (San Francesco il poverello d'Assisi)
- 1911: Das befreite Jerusalem (Gerusalemme liberata)
- 1912: La fuggitiva
- 1912: La miniera di ferro
- 1912: Sul sentiero della vipera
- 1913: Der Kuß der Zigeunerin (Il bacio della zingara)
- 1913: Disperato abbandono
- 1913: Il gioiello della regina
- 1913: L'ombra del male
- 1914: Cabiria
- 1914: Come l'aquila
- 1914: I pericoli dei travestimenti
- 1914: Il tesoro dei Louzat
- 1914: La rivincita
- 1914: Smarrito nell'ombra
- 1915: Patria!
- 1916: Il cadavere scomparso
- 1916: Il poeta, la donna
- 1916: La tenebrosa mano
- 1916: L'amazzone macabra
- 1916. Notte di tempesta
- 1916: Sul limite della folia
- 1917: Crevalcore
- 1917: Ironie della vita
- 1917: La figlia della tempesta
- 1917: La musa del pianto e quella del sorriso
- 1917: Maternità
- 1917: Rose vermiglie
- 1917: Tua per la vita
- 1917: Voluttà di morte
- 1918: Femmina – Femina
- 1918: Il matrimonio di Olimpia
- 1918: Maciste in falschem Verdacht (Maciste poliziotto)
- 1918: Maciste medium
- 1918: Maciste, der Rekordbrecher (Maciste atleta)
- 1918: Passion tzigane
- 1919: La maschera e il volto
- 1920: Hedda Gabler
- 1920: I due crocefissi
- 1920: La cugina
- 1920: L'inferriata della morte
- 1920: L'innamorata
- 1920: Martirio
- 1920: Zingari
- 1921: I tre amanti
- 1921: Il fango e le stelle
- 1921: La chiromante
- 1921: La statua di carne
- 1921: Marthú che ha visto il diavolo
- 1921: Orizzontale
- 1922: Il sogno d'amore
- 1922: La grande passione
- 1922: La maschera del male
- 1923: La piccola parrocchia
- 1923: L'ombra
- 1924: L'arzigogolo
- 1927: La bellezza del mondo
- 1934: L'ultimo dei Bergerac